# Lumberton (Mississippi)
Lumberton is een plaats (city) in de Amerikaanse staat Mississippi, en valt bestuurlijk gezien onder Lamar County en Pearl River County.

## Demografie
Bij de volkstelling in 2000 werd het aantal inwoners vastgesteld op 2228.
In 2006 is het aantal inwoners door het United States Census Bureau geschat op 2566, een stijging van 338 (15.2%).

## Geografie
Volgens het United States Census Bureau beslaat de plaats een oppervlakte van
18,9 km², waarvan 18,8 km² land en 0,1 km² water. Lumberton ligt op ongeveer 98 m boven zeeniveau.

## Plaatsen in de nabije omgeving
De onderstaande figuur toont nabijgelegen plaatsen in een straal van 36 km rond Lumberton.